# Robert Henry Scott
Robert Henry Scott (* 28. Januar 1833 in Dublin; † 18. Juni 1916) war ein irischer Meteorologe.

## Leben
Robert Henry Scott besuchte in der englischen Grafschaft Warwickshire in Rugby das private Internat Rugby School und studierte anschließend in Dublin am Trinity College Dublin sowie in Berlin und in München, wobei er seine Schwerpunkte auf Physik und Mineralogie legte. Nach seiner Rückkehr nach Dublin betreute er zunächst noch von 1862 bis 1867 als Kurator die Mineraliensammlung der Royal Dublin Society und wirkte dann von 1867 bis zu seinem Ruhestand im Jahr 1900 als Leiter des Meteorologischen Dienstes. Er war von 1884 bis 1885 Präsident der Royal Meteorological Society.

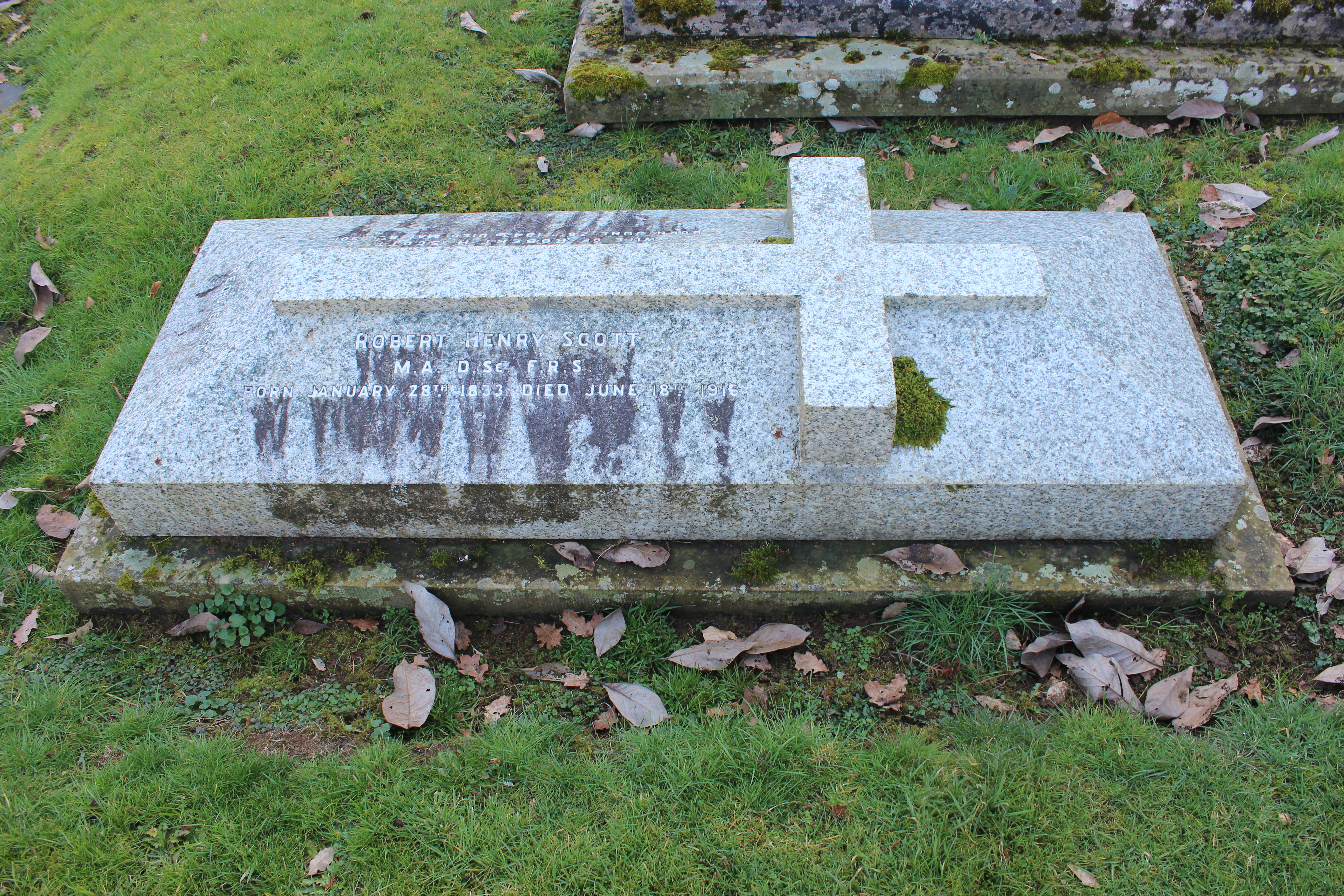
Grab von Robert Henry Scott in Peper Harow bei Godalming im südwestlichen Surrey

Robert Henry Scott wurde 1870 Fellow der Royal Society und 1871 Mitglied der Royal Meteorological Society.
Am 21. Februar 1895 wurde Robert Henry Scott unter der Präsidentschaft des Physikers Hermann Knoblauch in der Fachsektion Physik und Meteorologie unter der Matrikel-Nr. 3048 als Mitglied in die Kaiserliche Leopoldino-Carolinische Deutsche Akademie der Naturforscher aufgenommen.
Im Jahr 1898 wurde er Ehrendoktor der Universität Dublin.

## Schriften
- Weather charts and storm warnings. King, London 1876 (Digitalisat)
- Elementary Meteorology. Paul, London 1883 (Digitalisat)
- Weather charts and storm warnings. Longmans, Green and Co., London 1887 (Digitalisat)